# Henriette Michaelis
Henriette Michaelis (6 de julio de 1849-?) fue una filóloga, romanista y lexicógrafa alemana.

## Biografía
Era hija de Gustav Michaelis (1813-1895), profesor y taquígrafo alemán, y hermana de Carolina Michaëlis de Vasconcelos (1851-1925), novelista y una de las filólogas hispánicas y portuguesas más eruditas. Tuvo como mentor al filólogo Cari Goldbeck, con quien estudió italiano y danés.
Junto con su hermana, escribió el diccionario de lengua portuguesa Michaelis.

## Obra
- Diccionario de bolsillo de portugués y alemán. Brockhaus, Leipzig 1913, 2ª edición
- Diccionario abreviado de portugués e inglés. Brockhaus, Leipzig
- Diccionario práctico de idiomas italiano y alemán, con especial referencia a las expresiones vernáculas, técnicas de comercio, mercado, ciencia, marina, política, etc. Brockhaus, Leipzig
- Nuevo diccionario de lengua portuguesa y alemana, con especial referencia a términos técnicos de comercio e industria, ciencia y arte y lenguaje coloquial. FA Brockhaus, Leipzig
- Nuevo diccionario de bolsillo italiano y alemán para uso escolar y manual. Brockhaus, Leipzig.